# Le Protégé
Pour plus de détails, voir Fiche technique et Distribution.
Le Protégé (titre original : El protegido) est un film argentin réalisé par Leopoldo Torre Nilsson et sorti en 1956.

## Synopsis
Un producteur tout-puissant soutient un jeune scénariste ambitieux. L'épouse du producteur, une actrice aigri, au crépuscule de sa carrière, devient son amante. Le scénariste écrit un film dont la trame change sous l'influence des événements. Or, subitement, le producteur est assassiné. Les soupçons se portent sur son protégé...

## Fiche technique
- Titre du film : Le Protégé
- Titre original : El protegido
- Réalisation et scénario : Leopoldo Torre Nilsson
- Photographie : Anibal González Paz - Noir et blanc
- Musique : Tito Ribero
- Son : Hugo Gaggianesi
- Décors : Gori Muñoz
- Montage : Nelo Melli
- Production : Cinematográfica General Belgrano (Enrique, Luis et Nicolás Carreras, Juan A. Testa)
- Pays d'origine :  Argentine
- Langue originale : Espagnol
- Durée : 80 minutes
- Sortie : 22 novembre 1956

## Distribution
- Guillermo Battaglia : Vañasco, le producteur
- Rosa Rosen : Cristina Douglas, son épouse
- Guillermo Murray : Osvaldo Bardi, le scénariste
- Mirko Álvarez : un jeune homme
- Alicia Bellan : Inés González
- José Soriano : l'ami d'Osvaldo

## Commentaire
Avec El protegido, Leopoldo Torre Nilsson reprit un scénario qu'il aimait spécialement et dont il était l'auteur. Le film ne fut pas parfaitement équilibré et le réalisateur le reconnut ouvertement : « J'étais trop possédé par les dialogues et les situations, si bien que la prise de vue finissait par être plate », dit-il.
L'aspect le plus intéressant du film réside dans une dénonciation des milieux du cinéma. « Torre Nilsson a réalisé une sorte de manifeste dans lequel s'expriment quelques-unes de ses rancœurs à l'égard du monde du film et tout particulièrement de ses bêtes noires : les producteurs », écrit Marcel Oms.
Ainsi, Vañasco (Guillermo Battaglia), le producteur imbu de pouvoir d' El protegido, fait l'objet d'un croquis féroce.
S'il paraît fort dans ses relations professionnelles, il est, en revanche, d'une lâcheté accusée dans ses rapports avec Cristina (Rosa Rosen), son épouse. La fin du film révèle l'hypocrisie d'une situation, après que le jeune scénariste qu'il protégeait ait été accusé du meurtre. Homosexuel, l'honorable producteur était la cible d'un maître chanteur détenant de lui des preuves compromettantes...[incompréhensible][réf. nécessaire]
Dommage qu' El protegido « pêche par trop de foisonnement et de prolixité. Il y a un déséquilibre entre les deux plans sur lesquels  se développe le film : la peinture des milieux du cinéma qui est nettement réussie, et l'anecdote proprement dite qui se dilue par instants dans les méandres compliqués de l'intrigue », dit Marcel Oms, qui regrette également le « hiatus entre la théâtralité conventionnelle des conversations et la spécificité cinématographique des images. »
Après la réalisation d' El protegido, Torre Nilsson abordera une nouvelle étape dans sa carrière, concrétisée par une fructueuse collaboration avec celle qui deviendra sa femme, la romancière Beatriz Guido (es). Selon Marcel Oms,  « l'élément déterminant dans l'orientation définitive de Torre Nilsson a été cette rencontre avec Beatriz Guido, dont les écrits sont devenus les meilleurs films de son mari. » Torre Nilsson n'a-t-il pas confié que leur mariage était l'association de deux contraires ? « Autant il vise à une analyse complète et précise du monde, autant elle est intuitive ; autant elle est chaleureuse et affective, autant il est cartésien et déductif ; autant il travaille avec méthode et patience, autant elle crée dans la turbulence et les éclairs d'inspiration. »